# مرکی کپتور
مارسی کپتر (به انگلیسی: Marcy Kaptur) نمایندهٔ حوزه انتخابیه نهم اوهایو از حزب دموکرات ایالات متحده آمریکا در مجلس نمایندگان ایالات متحده آمریکا است که برای نخستین‌بار در ۳ ژانویه ۱۹۸۳ میلادی به‌عضویت این مجلس درآمد.